# The Fall of Hearts
Albums de Katatonia
Dethroned and Uncrowned
(2013) City Burials
(2020)
The Fall of Hearts est le onzième album du groupe de metal suédois Katatonia, sorti en 2016 sous le label Peaceville Records.

## Liste des titres
| 1.      | Takeover                  | 7:09 |
| 2.      | Serein                    | 4:46 |
| 3.      | Old Heart Falls           | 4:22 |
| 4.      | Decima                    | 4:46 |
| 5.      | Sanction                  | 5:07 |
| 6.      | Residual                  | 6:54 |
| 7.      | Serac                     | 7:25 |
| 8.      | Last Song Before the Fade | 5:01 |
| 9.      | Shifts                    | 4:54 |
| 10.     | The Night Subscriber      | 6:10 |
| 11.     | Pale Flag                 | 4:23 |
| 12.     | Passer                    | 6:25 |
| 1:07:25 |                           |      |